# Rede Salvadorenha de Televisão
A Rede Salvadoreña de Meios (RSM) é uma rede de televisão aberta salvadorenha, fundada depois da união de Canal 12 (previamente operado pela empresa mexicana As Média), TUTV Canal 11 e Rádio Sonora 104.5 FM o 18 de janeiro de 2016.

## História

### Antecedentes
A Rádio Sonora foi fundada em 1965. Hoje 57 anos depois, um potente transmissor instalado no Vulcão de San Salvador permite-lhe cobrir todo o país. Esta radioemisora, oferece uma variedade de programas que vão desde as notícias até revistas radiofónicas, onde seu maior sucesso tem sido a geração de cápsulas informativas a cada meia hora. Seu papel no desenvolvimento informativo do país fez-lhe ganhar o prêmio “Microfone de Ouro” por parte da Associação de Jornalistas Independentes (API) e como o meio mais imparcial do país por parte da União Européia. Durante mais de 50 anos, Rádio Sonora tem jogado um papel importante dentro da comunidade ao promover diferentes campanhas alinhadas a sua responsabilidade social empresarial.
Este trabalho social realizou-se através da promoção e difusão de campanhas na contramão do uso da pólvora, apoio à Fundação Vivo Positivo (HIV), entre outros.
Canal 12 foi fundado pelo empresário Félix Castillo Mayorga o 15 de dezembro de 1984, projectando-se como um canal moderno e de vanguardia, seu grilla de programação tem sido chave para se consolidar entre os primeiros lugares de preferência da audiência. Desde sua aquisição por parte de Albavisión em 2015, seu maior sucesso tem sido o fortalecimento de seus noticieros e a transmissão de conteúdos desportivos de alcance internacional. A chave de seu sucesso é a credibilidade da que gozam suas noticieros e a geração de programas nacionais que incluem a revista matutina Olá El Salvador, o programa juvenil Pop 12 e o espaço desportivo Pizarrón desportivo. Da mão do canal e seus empregados promovem-se estratégias e campanhas alinhadas com sua responsabilidade social empresarial, encaminhadas a cuidar o medioambiente com o projecto Limpemos nosso país; a Navitón, um programa de solidariedade que colecta e distribui brinquedos em Natal para meninos de escassos recursos; e prevenção de drogas, através do programa Vive sem drogas. Prévio a pertencer a Albavisión, Canal 12 pertencia à empresa mexicana As Média.
Canal 11 TUTV é o meio mais jovem da RSM, pois foi criado o 10 de abril de 2014 como TV Rede Canal 11, esta televisora tem evoluído e crescendo, passando de ser um canal que somente tinha videos musicais dentro de seu grilla de programação a um que conta na actualidade com vários noticieros, produções nacionais e séries estrangeiras de grande popularidade.

### Criação da Organização
A Rede Salvadoreña de Meios funda-se o 18 de janeiro do 2016, agrupando a dois canais de televisão chamados Canal 12 (previamente operado pela empresa mexicana As Média), TUTV e Rádio Sonora.
O Canal 11 TUTV estreava filmes e séries para toda a família. Posteriormente a união implicaria a programar mais horas de informação, enquanto Rádio Sonora tem ao redor de 16 horas diárias de notícias.

## Televisão
Rede Salvadoreña de Meios conforma 2 canais de televisão.
| Logo | Nome                             | Programação | Fundação               | Canais                           |
| ---- | -------------------------------- | --- | ---------------------- | -------------------------------- |
|      | Canal 12 Vai com vos             | Canal principal generalista, com programação nacional, bem como filmes e telenovelas internacionais. Desde 1997 até o 2003, fez parte de TV Azteca como TV Doze, desde 2003 até 2015, como parte de As Média. E a partir de 2016 como parte da Rede Albavisión.                                | 15 de dezembro de 1984 | 12 VHF (Análogico, San Salvador) |
|      | TUTV Informação e entretenimento | Canal generalista, com programação em séries, telenovelas, infantis, notícias e filmes. O lançamento de TUTV causou uma guerra jurídica e mediática perpetrada pelo resto de canais privados contra a emissora, pois sustentavam que a atribuição da frequência 11 na banda VHF era irregular. | 10 de abril de 2014    | 11 VHF (Análogico, San Salvador) |

## Rádio
Rede Salvadoreña de Meios conforma 1 rádio.
| Logo | Nome                                | Programação                                                                    | Fundação | Emissoras |
| ---- | ----------------------------------- | ------------------------------------------------------------------------------ | -------- | --------- |
|      | Rádio Sonora Informação ao instante | Emissora informativa, sua programação baseia-se em notícias, desportos, música | 1965     | 104.5 FM  |